# Hochbrücke (München)
Die Hochbrücke war eine Brücke über den Katzenbach in München, die Anfang des 20. Jahrhunderts aufgehoben wurde.

## Lage
Die Brücke lag im Tal an der Stelle, an der die Salzstraße den Katzenbach überquerte. Anstelle des Bachs verlaufen an dieser Stelle heute der Radlsteg nach Süden und die Hochbrückenstraße nach Norden.
Nach der ersten Stadterweiterung Münchens zu Beginn des 13. Jahrhunderts lag stadteinwärts der Brücke das Kaltenbachtor (der Katzenbach trug damals noch den Namen Kaltenbach). Bachabwärts lagen neben der Brücke der Bäckerturm und dahinter die Hochbruckmühle.

## Geschichte
1322 wird die Brücke erstmals als Bruck auf dem Kaltenbach erwähnt. Ab 1395 wird sie als Hochbruck bezeichnet. Das wird dahingehend interpretiert, dass sie damals „gewölbt“, das heißt als Steinbrücke mit einem gemauerten Gewölbe errichtet wurde. Schriftlich wird sie aber erst in einem Brückenverzeichnis von 1562 als gewölbt bezeichnet. Neben der Brücke befand sich eine Rossschwemme. Da die Anwohner klagten, dass es wegen der großen Steigung und der Glätte im Winter immer wieder zu Unfällen komme, wurde die Brücke 1860 abgerissen und als ebene Holzbrücke neu errichtet. Zu Beginn des 20. Jahrhunderts wurde der Katzenbach vollständig überwölbt, so dass die Brücke ihre Funktion verlor.